# كامباغنولو
كامباغنولو (بالإنجليزية: Campagnolo) ، هي شركة إيطالية لصناعة الدراجات الهوائية، تأسست عام 1933م على يد توليو كامباغنولو، وحينما توفي تولى ابنه فالينتينو رئاسة الشركة.

## معرض صور

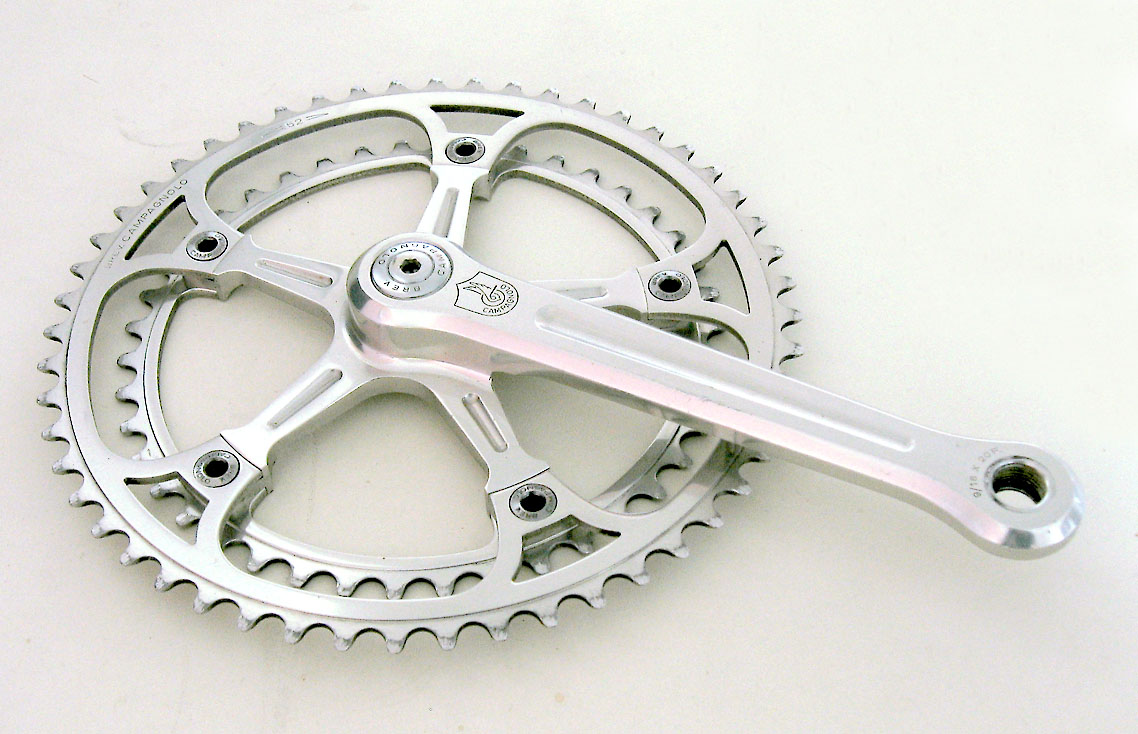
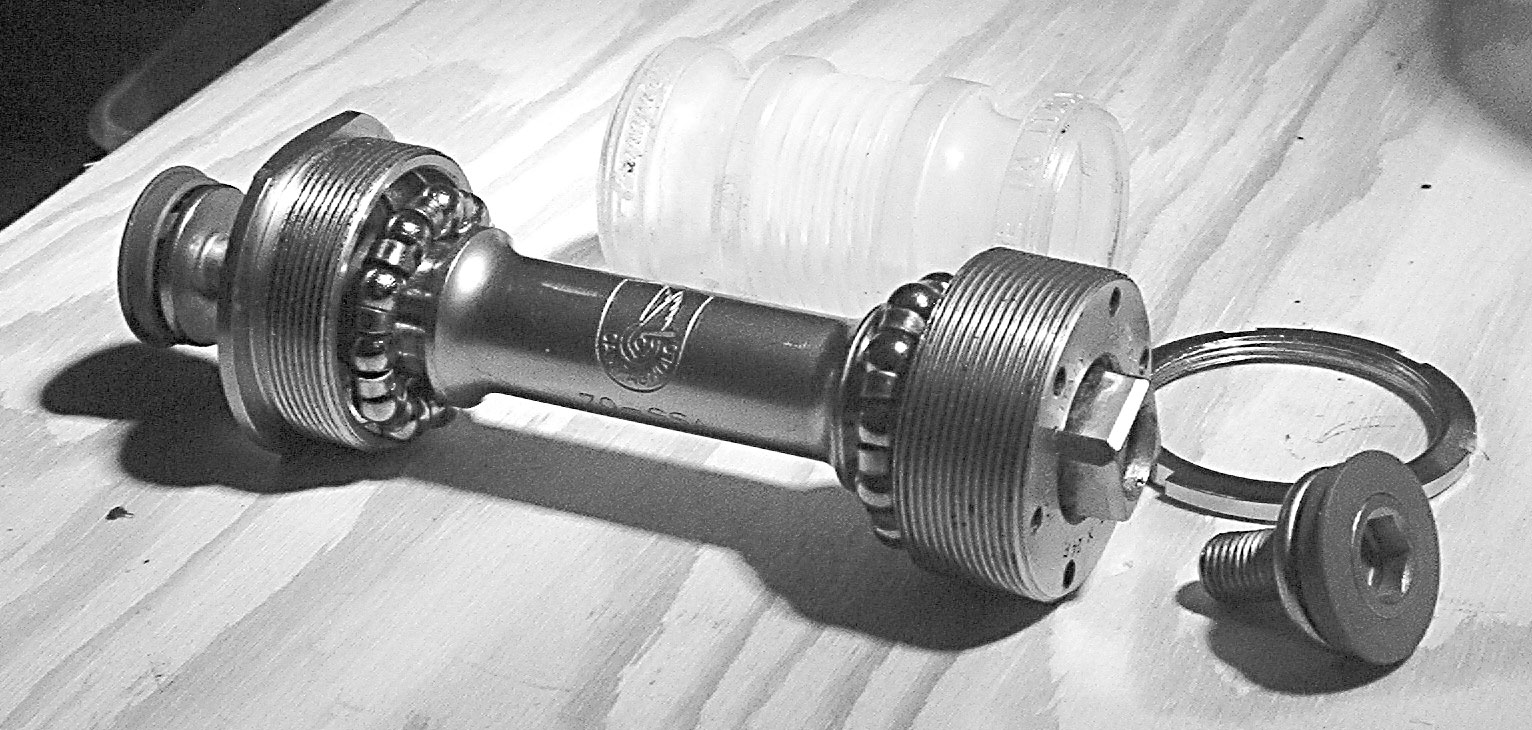
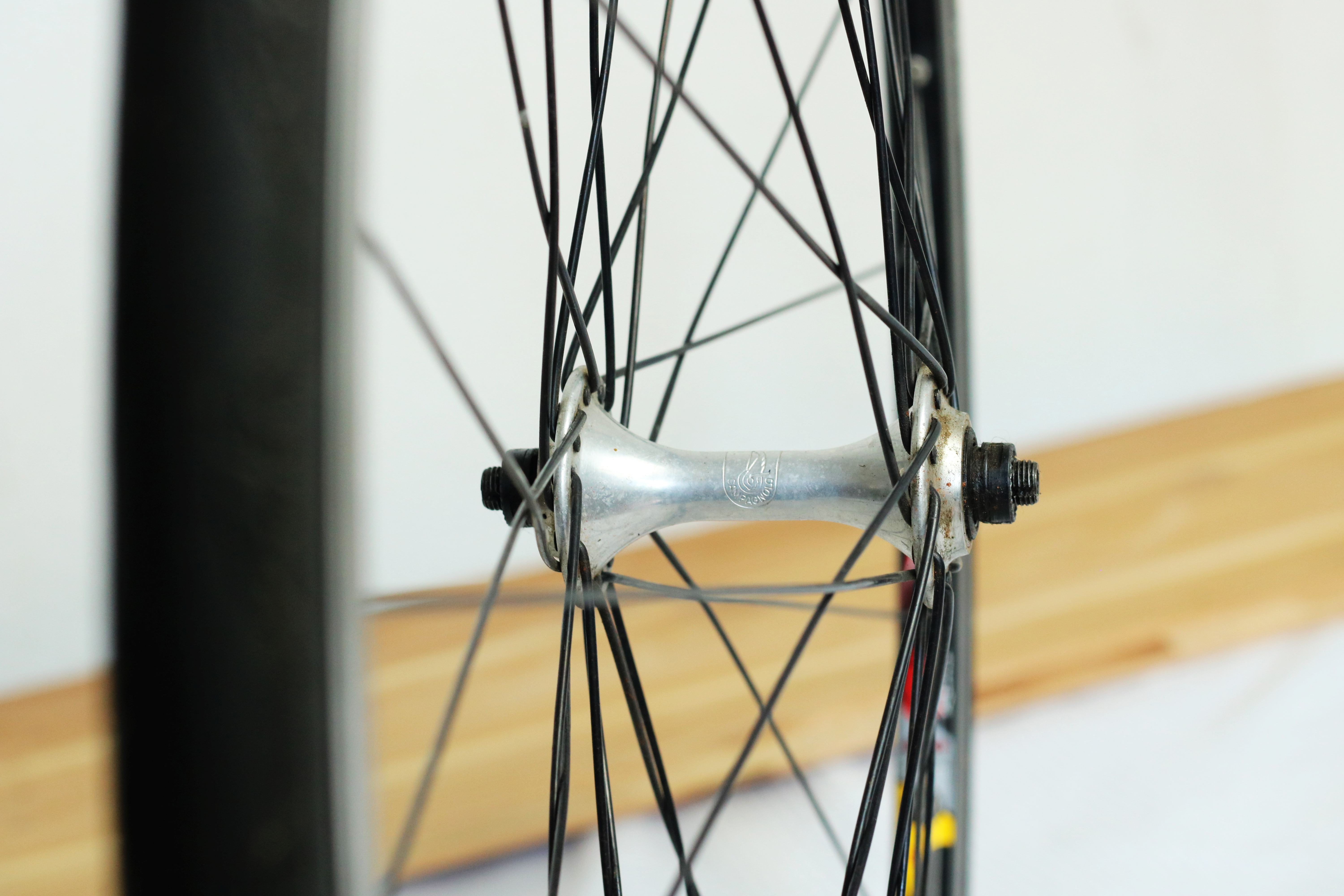
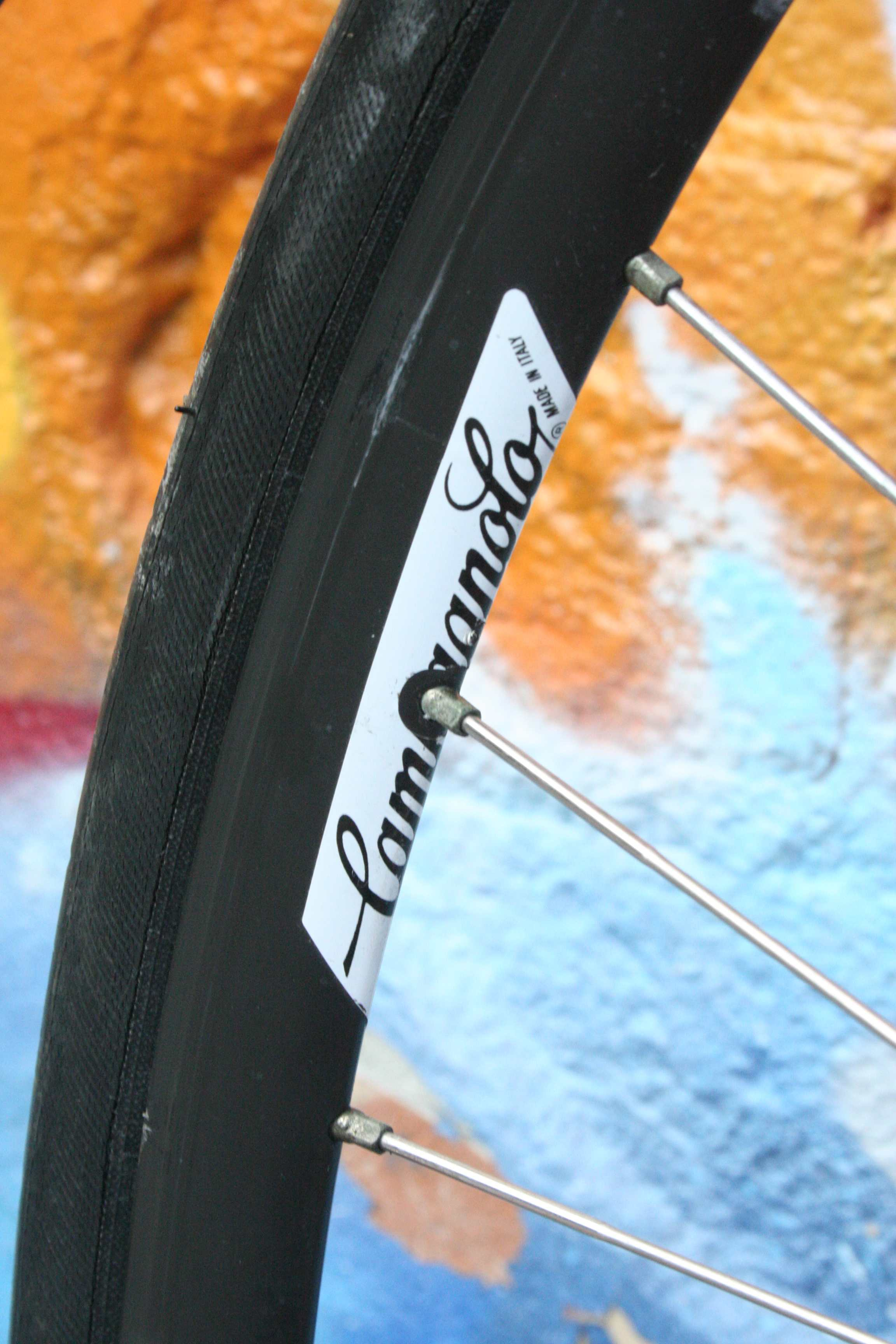
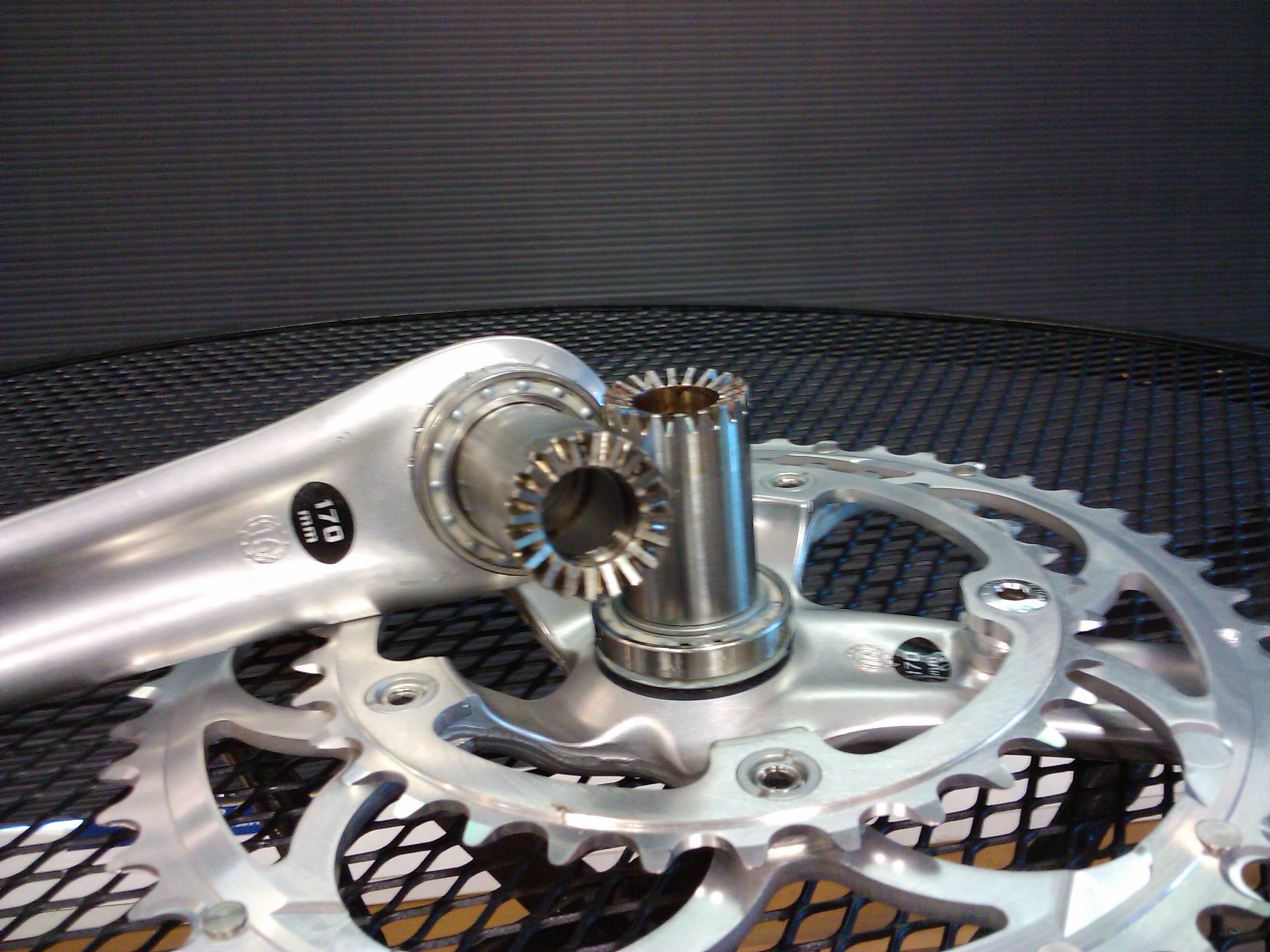